# Андреас Майер
Андреас Майер (на немски: Andreas Maier е немски писател и колумнист, автор на романи, разкази и есета.

## Биография
Андреас Майер е роден през 1967 г. в хесенския курортен град Бад Наухайм. Следва класическа филология, германистика и философия в университета на Франкфурт на Майн.
Романите му са написани в традицията на австрийския писател Томас Бернхард, на когото през 2002 г. Майер посвещава дисертацията си „Прелъстяването. Прозата на Томас Бернхард“.
Действието на творбите му се развива предимно във Ветерау, Тирол или Франкфурт и имат за тема безразсъдната езикова употреба и сгрешения политически активизъм.
В своите статии и поетически четения Майер изказва становища по въпроси на политиката, опазването на околната среда и правилния начин на живот.
Романите му са преведени на повече от десет езика.
Живее в Бресаноне, Южен Тирол, а след това във Франфурт на Майн. От 2014 г. живее със съпругата си в Хамбург.
След 2005 г. Андреас Майер е член на немския ПЕН клуб, а от 2015 г. – на Свободната академия на изкуствата в Хамбург.

## Награди и отличия
- 2000: „Награда Ернст Вилнер“ към „Награда Ингеборг Бахман“
- 2000: „Литературна награда на Фондация „Юрген Понто““
- 2001: „Литературна награда „Аспекте““
- 2001: Wetterauer Kulturpreis
- 2003: „Награда Клеменс Брентано“
- 2003: Stipendium Künstlerhof Schreyahn
- 2004: „Награда Кандид“
- 2006: Stipendium der Villa Massimo
- 2007: Jahresstipendium Deutscher Literaturfonds
- 2009: „Награда Роберт Гернхарт“
- 2010: „Награда Вилхелм Раабе (2000)“
- 2011: „Награда Хуго Бал“
- 2011: Georg-Christoph-Lichtenberg-Preis
- 2011: Sepp-Schellhorn-Stipendium
- 2012: Franz-Hessel-Preis
- 2015/2016: Arno-Schmidt-Stipendium[2]